# ريان هيلي
ريان هيلي (بالإنجليزية: Ryan Healy)‏ هو فنان قتال مختلط أمريكي، ولد في 20 يوليو 1983 في سانت لويس في الولايات المتحدة.

## وصلات خارجية
- ريان هيلي على موقع بيلاتور (الإنجليزية)
- ريان هيلي على موقع شيردوغ (الإنجليزية)
- ريان هيلي على موقع IMDb (الإنجليزية)